# 파비오 콸리아렐라
파비오 콸리아렐라(이탈리아어: Fabio Quagliarella, 1983년 1월 31일, 이탈리아 카스텔라마레디스타비아 ~ )는 이탈리아의 전 축구 선수로, 포지션은 공격수였다.

## 클럽 경력
커리어 통산에 8개의 다른 이탈리아 클럽에서 뛰었으며, 유벤투스 시절인 2011-2012 시즌부터 2013-14까지 3년 연속 세리에 A 우승 경험을 했다. 2012년과 2013년, 유벤투스 소속으로 두 차례 수페르코파 이탈리아나 우승컵을 들어올리기도 했다. 또한 피오렌티아 비올라 시절에 세리에 C2 2002-03 우승도 했다.

## 국가대표 경력
- 2008년 UEFA 유로
- 2009년 FIFA 컨페더레이션스컵
- 2010년 FIFA 월드컵

## 수상

#### 토리노
- 세리에 B : 2000-01

#### 피오렌티나
- 세리에 C2 : 2001-02

#### 유벤투스
- 세리에 A : 2011-12, 2012-13, 2013-14
- 수페르코파 이탈리아나 : 2012, 2013

### 개인
- 세리에 A 득점왕 : 2018-19
- 세리에 A 올해의 팀 : 2018-19
- 세리에 A 최우수 포워드 : 2018-19
- 세리에 A 올해의 골 : 2009, 2019
- 가에타노 시레아 경력 모범상 : 2018
- 프레미오 젠틀맨 페어플레이 : 2017